# Oenococcus kitaharae
Genre
Espèces de rang inférieur
- Oenococcus kitaharae (Endo et Okada 2006)
- Oenococcus oeni (Garvie, 1967), (Dicks et al. 1995)

L'espèce Oenococcus kitaharae, du genre Oenococcus, a été identifiée en 2006 par Endo et Okada, sur des résidus de distillation de Shōchū. Son nom a été donné en hommage au microbiologiste japonais Kakuo Kitahara. Contrairement à Oenococcus oeni, elle ne fermente pas l'acide malique en acide lactique.